# Juan Echepare Aramendía
Juan Echepare Aramendía (Burlada, 4 de mayo de 1880 - Pamplona, 1936) fue un político español.
En su juventud viajó por Francia y América, ejerció diversos oficios, entre ellos agente de seguros. Se estableció en Pamplona y obtuvo la concesión de un estanco en su calle Mayor. Al llegar la Segunda República pintó la bandera tricolor en su fachada.
Miembro de la Liga Nacional Laica y presidente del Partido Republicano Autónomo Navarro, a finales de 1930 participó en la organización de la intentona republicana de Jaca y Cuatro Vientos. Como resultado de su fracaso Echepare estuvo en la cárcel en Madrid y en ella conoció y trabó amistad con las cabezas de la conspiración y, entre ellos, con Alcalá Zamora. 
Durante la II República participa en la creación de Izquierda Republicana, aunque no ocupa cargos políticos.
En Pamplona es conocido sobre todo como uno de los impulsores del Chupinazo, el cohete que abre los sanfermines al mediodía del 6 de julio de cada año. En 1931 solicitó que le permitieran prender la mecha del primer cohete que se disparaba en la Plaza del Castillo, algo que hasta entonces hacían los empleados de la empresa pirotécnica. Disparó el cohete hasta 1936, contribuyendo a darle mayor solemnidad y participación popular que anteriormente.
Fue detenido y asesinado en 1936, al inicio de la Guerra Civil Española, ignorándose el paradero de su cadáver. 